# Sant'Antonio da Padova tra i santi Antonio Abate e Nicola da Tolentino
Sant'Antonio da Padova tra i santi Antonio Abate e Nicola da Tolentino è un dipinto a olio su tela (315 × 203 cm) del Moretto, databile al 1530 circa e conservato nella Pinacoteca Tosio Martinengo di Brescia.
La tela, proveniente dalla chiesa di Santa Maria delle Grazie, rientra nella prima maturità artistica del Moretto ed è una delle migliori opere di questo periodo, dove il pittore mostra grande abilità nel disegno, nella resa dei personaggi e nell'utilizzo di luce e colori. L'opera presenta evidenti analogie con la Santa Margherita d'Antiochia tra i santi Girolamo e Francesco d'Assisi, capolavoro coevo, in alcuni dettagli compositivi e formali.

## Storia
Il quadro decorava il origine il quarto altare destro della chiesa di Santa Maria delle Grazie a Brescia. All'inizio dell'Ottocento, dopo la soppressione del monastero annesso alla chiesa, la chiesa diventa temporaneamente di proprietà del comune cittadino, che alla fine del secolo trasferisce la tela alla Pinacoteca Tosio Martinengo. Sull'altare verrà invece posizionata una copia ottocentesca del pittore Bortolo Schermini, ancora presente. Il dipinto è ricordato nella sua collocazione originale fino alla guida di Federico Odorici del 1882, mentre nella monografia di Pietro Da Ponte del 1898 è già indicato in pinacoteca, dove si trova esposto ancora oggi.

## Descrizione
L'opera raffigura, seduto su un alto trono al centro, sant'Antonio da Padova, affiancato ai suoi piedi da sant'Antonio Abate a sinistra e da san Nicola da Tolentino a destra. Dal trono del santo padovano scende, fino al pavimento, un lungo drappo lineare nero, decorato lungo i bordi da una spessa fascia dorata con ricami floreali. Davanti all'ultimo gradino, lungo il margine inferiore della tela, sono appoggiate due rose. Le tre figure recano i simboli tradizionali della propria iconografia e sono rappresentate in diverse posture: sant'Antonio da Padova è in posizione ampia e solenne, sant'Antonio Abate tiene un braccio sull'alto piedistallo del trono e guarda verso l'osservatore, mentre san Nicola è in adorazione del santo centrale.
La figurazione si svolge all'interno di un compiuto contesto architettonico, che circoscrive completamente la scena senza mostrare aperture all'esterno, sfondati prospettici o elementi che si perdono oltre il campo visivo. L'architettura di sfondo consiste in una grande abside decorata da un mosaico a tessere dorate, inquadrata ai margini da due lesene la cui trabeazione fa da imposta alla semicupola. Al di sopra dell'abside l'architettura degrada in una semplice decorazione, data da due elementi triangolari neri entro una semplice cornice grigia che fa da perimetro alla semicupola e ai due angoli superiori della tela.

## Stile
La letteratura artistica storica è concorde nel giudicare molto alto il valore dell'opera: Bernardino Faino, nel 1630, scrive addirittura che è la migliore opera del Moretto, seguito da Carlo Ridolfi nel 1648 e da Giulio Antonio Averoldi nel 1700. Francesco Paglia, nel 1675, descrive minutamente il dipinto osservando che "tanta naturalezza dimostra, che l'impasto sembra di vera carne, accompagnando i panni con sì belle falde, agiustate al nudo, che paion veri".
Joseph Archer Crowe e Giovanni Battista Cavalcaselle, nel 1871, analizzano la tela con critica più approfondita, evidenziando "un fare severo e distinto combinato a sapiente fusione nei contorni dei panneggiamenti, nel chiaro-scuro, [...] un saggio questo di eccezionale valore dell'abilità del Moretto". Pietro Da Ponte, nel 1898, la definisce "una delle opere più belle di quel periodo di maturità in cui pare che il nostro Maestro amasse gareggiare col Tiziano", mentre Adolfo Venturi, nel 1929, dice che "sotto il mantello bruno, l'abito e il cappuccio di sant'Antonio Abate sono di uno splendido rosso amaranto; brillan d'argento i gigli sul nero della tonaca di san Nicola e nell'ombra d'oro dell'abside, che dietro le cornici grigie apre il catino come aurea bocca di tromba. La luce scende falcata dal limite della nicchia al tappeto del trono e, nel foco del catino, par che si infiammino le tessere musive. Il colore perde così la monotonia, il blando velo caro al Moretto anche in tempo successivo, e ridonda di veneta ricchezza".
Camillo Boselli, nel 1954, ragiona sulla questione cronologica e, avvicinando la tela alla Santa Margherita d'Antiochia tra i santi Girolamo e Francesco d'Assisi della chiesa di San Francesco d'Assisi a Brescia, propone una datazione verso il 1530, vedendovi analogie nella forte vista frontale, nella somiglianza di questo sant'Antonio Abate a santa Margherita, nella scelta dell'abside dorata come sfondo alla rappresentazione e nell'illuminazione complessiva, data in entrambi i casi da luce proveniente da sinistra.
Il valore mistico è invece colto con attenzione da Valerio Guazzoni nel 1981, secondo il quale "la povertà dei colori neri e grigi, e appena rialzati dall'oro della conca absidale, consente alla luce di agire con più forza: un raggio caldo - che nelle intenzioni ha un'origine soprannaturale, non fisica - sorprende sant'Antonio nella sua meditazione, piovendo giù da sinistra, così da fargli piegare un po' il capo e sollevare il giglio come uno schermo (o come un'offerta); ai suoi piedi, l'altro sant'Antonio esprime, nell'abbandono estatico, la condizione di chi già arde".
Nell'opera si può trovare anche una "citazione interna" dell'autore nelle due rose a terra davanti all'ultimo gradino del trono, elemento già presente nella sua arte fin dalle prime opere, come la Madonna in trono col Bambino tra i santi Giacomo Maggiore e Girolamo, e sul quale tornerà spesso in seguito.